# Movius-Linie
Als Movius-Linie bezeichnet man in der Vorgeschichtsforschung eine theoretische Linie durch das nordöstliche Indien, die eine archäologische Fundgrenze von Faustkeilen beschreibt. Ihrer Definition nach setzt sie sich nördlich und südlich fort (siehe Karte). Die Linie ist rein phänomenologisch und nimmt auf deren Ursache oder die damit einhergehenden interpretatorischen Facetten keinen Bezug. Sie ist heute wissenschaftlich umstritten und durch neuere, komplexere Modelle ersetzt worden.
Das gegenwärtige Hauptproblem besteht in diesem Zusammenhang vor allem darin, die archäologische Situation bei der Interpretation der asiatischen Werkzeugkomplexe mit deren paläoanthropologischen Zusammenhängen in Übereinstimmung zu bringen und auf die umstrittene Bedeutung von Faustkeilen als solchen sowie deren neuroanatomische Korrelate zu beziehen.
Erstmals vorgeschlagen wurde die später nach ihm benannte Linie 1948 von dem amerikanischen Archäologen Hallam L. Movius, um so den technologischen Unterschied zwischen den frühen prähistorischen Werkzeugmachern im Osten und Westen Asiens, Afrikas und Europas am Prinzip der fehlenden beziehungsweise vorhandenen Faustkeilindustrien aufzuzeigen.

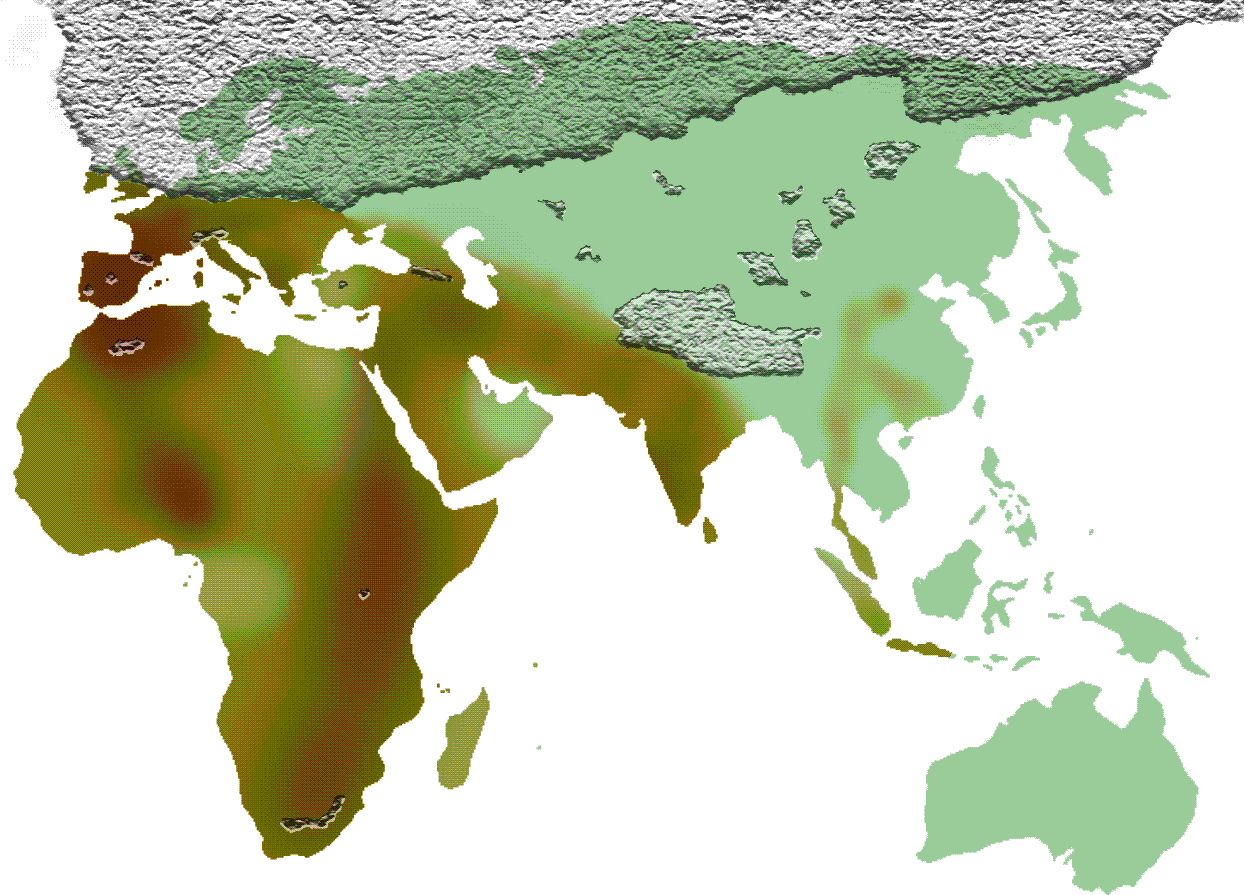
Die Movius-Linie. Sie trennt in Ost- und Südasien die Bereiche mit der Faustkeil-Tradition des Acheuléen (braungrün) von denen ohne Faustkeile (hellgrün). Java und einige Bereiche Chinas haben beide Färbungen, d.h, es gibt Vorkommen von Faustkeilen, aber keine kontinuierliche Acheuléen-Tradition.

## Konzeption der Linie

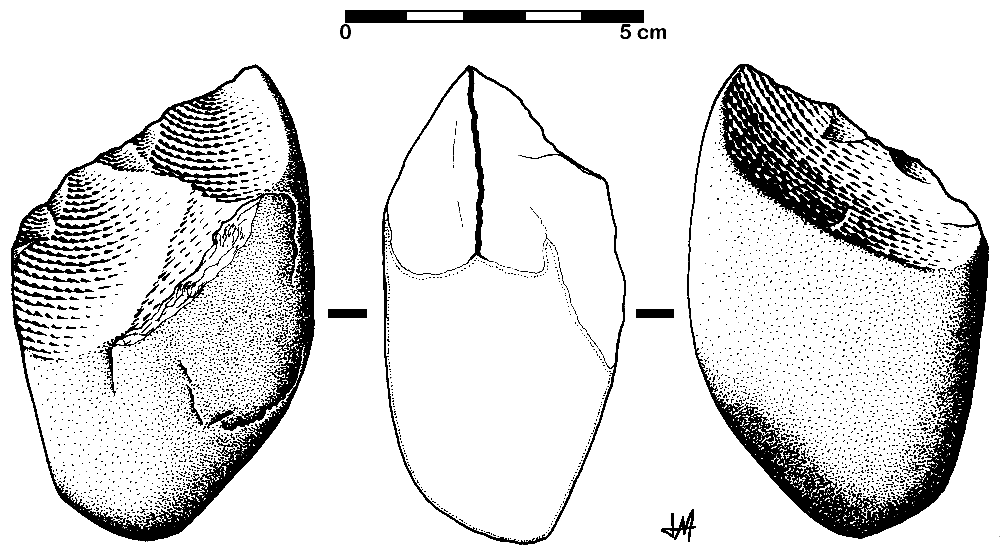
Geröllwerkzeug (Chopper). Oberflächenfund aus dem Douro-Tal der Provinz Valladolid (Spanien). Man erkennt genau, wie nur das eine Ende des Gerölls beidseitig abgeschlagen worden ist, um dort eine scharfe Schneide zu erzeugen.

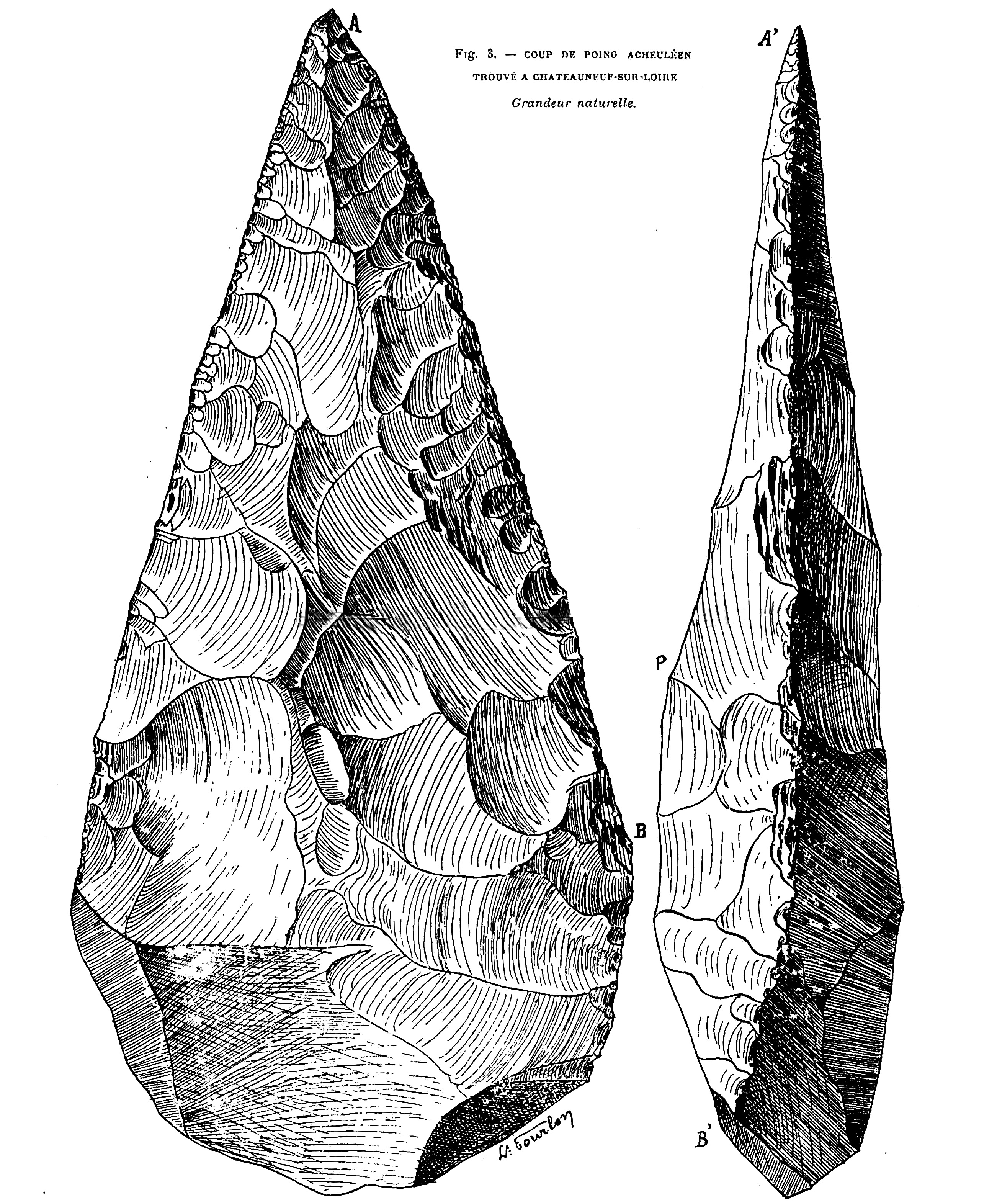
Faustkeil. Fundort: Châteauneuf-sur-Loire (Loiret). Der Unterschied zu dem sehr einfachen Geröllgerät ist deutlich.

Auf dem indischen Subkontinent gibt es – breit gestreut – sehr reiche Funde der Faustkeil-Industrien, obwohl die genaue Zuordnung zu den potentiellen Trägern aus der Gruppe der Hominini noch fraglich ist, denn solch pleistozäne Hominini-Fossilien fehlen hier weitgehend.
Im Norden Indiens ist die Situation jedoch anders. Dort herrschte im frühen bis mittleren Paläolithikum der Technokomplex des Soan (benannt nach dem breiten Tal des Soan-Flusses in Pakistan) vor, das etwa im Mittleren Pleistozän begann und eine langlebige Geröll- und Abschlagindustrie repräsentiert. Diese kann als Anpassungsform an lokale Lebensbedingungen und durch die Verfügbarkeit großer Mengen und verschiedener Formen von Geröll erklärt werden. Aus dem Soan vor allem des Punjab sind dann möglicherweise die Industrien entstanden, die sich nach Osten über Hinterindien bis nach China und die Mongolei und nach Norden in den zentralasiatischen und russischen Raum ausbreiteten.
Movius war entsprechend schon relativ früh aufgefallen, dass die paläolithischen Inventare von Steinwerkzeugen aus Fundorten im östlichen und nördlichen Indien nie Faustkeile des Biface-Typs enthielten; außerdem bestanden sie häufig aus formal eher weniger ausgearbeiteten Objekten, die auch als Geröllgeräte bzw. Chopper und Chopping Tools bekannt sind. Diese waren zwar gelegentlich ebenso sorgfältig bearbeitet wie die Geräte des Acheuléen weiter westlich, konnten aber nicht als echte Faustkeile eingestuft werden. Movius zeichnete daher in einer Karte Indiens eine Linie ein, um so den Unterschied deutlich zu machen zwischen den Werkzeugen aus Europa, Westasien und Afrika und denen aus Ostasien.
Auch im Spätpleistozän setzte sich die faustkeillose und technologisch eher anspruchslose Entwicklung östlich der Movius-Linie fort. Das gilt sowohl für das späte Soan Indiens wie für das burmesische Anyathian, malaysische Tampanian und vietnamesische Hoabinhian sowie für das Padjitanian Javas (zu diesem Sonderfall s. unten). Allerdings fanden sich in den spätpleistozänen Industrien Chinas vor allem im Bose-Becken Südchinas gelegentlich auch bifazial bearbeitete Werkzeuge der Faustkeiltyps, allerdings nur bei jedem dritten Faustkeil, der Rest war einseitig bearbeitet. Ihr Alter konnte auf 800.000 Jahre bestimmt werden, und sie sind somit die ältesten genau datierten Geräte Ostasiens. Ähnlich Funde gab es auch in Lantian (ca. 1 Mio. BP), aus Dingcun in Nordchina und Chongokni (Südkorea) (jeweils etwa 100.000 bis 200.000 BP). Und in der Fundstätte von Shui-tung-kou (aus dem Ordos-Gebiet) gibt es Geräte, die sogar als entwickeltes Levalloiso-Moustérien eingestuft werden können, somit charakteristisch jungpaläolithisch sind und keinesfalls so konservativ, wie die chinesischen Geräteinventare gelegentlich eingestuft werden.

## Bezug zur Evolution des Menschen

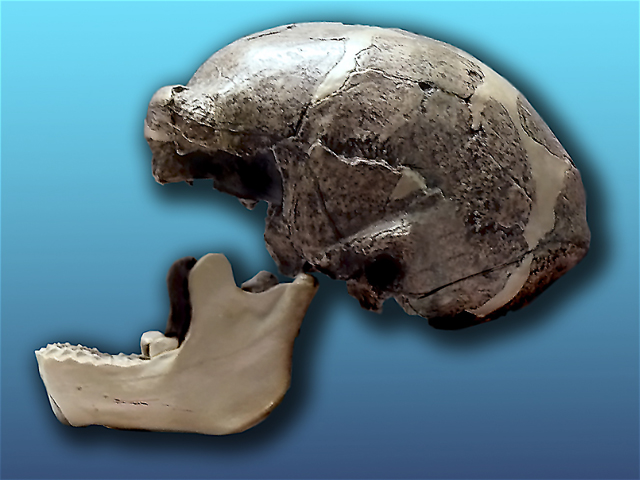
Hirnschädel (Replik, das Original ging im Zweiten Weltkrieg verloren) des Homo erectus pekinensis (Sinanthropus pekinensis), der als erster 1929 in Zhoukoudien gefunden wurde und morphologisch dem Java-Schädel ähnelt, obwohl er höchstens 600.000 Jahre alt ist. Der Kiefer ist rekonstruktiv ergänzt.

### Paläoanthropologische Fundsituation
Indien ist – was Hominidenfunde angeht – wie erwähnt relativ fundarm, und die allein darauf beruhenden Kenntnisse der dortigen Ausbreitung des modernen Menschen sind daher entsprechend spekulativ; jedoch liefern aktuelle (2009) genetische Befunde hier neue Hinweise. Frühe Fossilienfunde sind zudem bezüglich ihrer Einordnung umstritten. Das 1982 im Flussbett der Narmada bei Hathnora (Bundesstaat Madhya Pradesh, Zentralindien) gefundene Schädeldach („Narmada Man“) ist das einzige mittelpleistozäne menschliche Fossil in Indien. Es wurde zunächst Homo erectus, inzwischen aber dem archaischen Homo sapiens zugerechnet. Vereinzelt wurden Schädelmerkmale des Homo heidelbergensis (einer Vorläuferart der europäischen Neandertaler) erörtert, da das Hathnora-Fossil einen auch aus Afrika vertrauten Mosaikcharakter bietet. Die Datierung wird heute mit etwa 600.000–400.000 Jahren angegeben.
Immerhin fand man mit diesen Fossilien assoziierte Acheuléen-Artefakte. Weitere indische Acheuléen-Fundplätze, die Homo erectus zugeordnet werden, gibt es bei Chirki-on-Pravara und Hungsi.
Probleme einer präzisen Altersbestimmung gibt es auch bei den Hominidenfunden auf Java (s. u.), das während der Eiszeiten über den Sahul-Schelf mit dem asiatischen Festland verbunden war.
Die chinesischen Funde wiederum, vor allem die aus Lantian und Choukoutien, zeigen ein extrem archaisches Homo-erectus-Muster und durch dies Archaik eine enge Verwandtschaft zu den Funden aus Java.

### Mögliche Folgerungen für die Evolution des Menschen
Was die Evolution des modernen Menschen und ihr Verhältnis zur Movius-Linie angeht, müssten, sofern man keine externen, umweltbedingten Einflussfaktoren annimmt (z. B. Material Bambus,  s. u.), fossile Belege den Unterschied zwischen den Werkzeugherstellern diesseits und jenseits der von Movius festgestellten Trennlinie eigentlich unterstützen, vor allem was die Hirnkapazität angeht. Geht man nämlich davon aus, dass der moderne Mensch sich ausschließlich in Afrika entwickelte (sog. Out-of-Africa-Theorie), muss die Existenz einer derartigen Trennlinie ursächlich jedenfalls genauer erklärt werden, obwohl sie ja zeitlich weit vor der Entwicklung des Homo sapiens liegt, aber theoretisch die Voraussetzungen für eine spätere multiregionale Entwicklung des modernen Menschen in Afrika und in Asien geboten hätte. Nach Ansicht von Paläoanthropologen ist die relativ einfache Auffassung von Movius jedenfalls mit Bezug auf die Hominisation in Asien nicht mehr haltbar, vor allem, wenn man etwa an bestimmte sehr niedrige Altersbestimmungen der Hominini auf Java denkt, wo für den Solo-Menschen (von dem man nicht einmal weiß, ob er dem Homo erectus zuzuordnen ist oder einen (Prä-)Sapienstyp darstellt), ein fossiles Alter von 27.000 bis 53.000 Jahren errechnet wurde, 250.000 Jahre weniger als bei älteren Datierungen.

### Problematik der speziellen Artefakt-Fundsituation
Ein Problem stellt jedoch die Tatsache dar, dass zum Beispiel keine Artefakte in Java gefunden wurden, die einen direkten Bezug zu den dortigen Erectus-Formen haben. Zwar wurden zum Beispiel im Fundplatz von Patjitan (Zentraljava) neben Chopping Tools auch über 150 teils sehr grob bearbeitete Faustkeile gefunden, die allerdings hier fließend in Biface-Typen übergehen, die aber chronologisch nicht einzuordnen sind, so dass Java hier entweder einige isolierte und wenig entwickelte Faustkeilindustrien aufweist oder aber als Übergangszone angesehen werden muss, sofern es sich nicht überhaupt um ein sporadisches, durch Umwelteinflüsse bedingtes Auftreten handelt, wie man es etwa für das südchinesische Bose-Becken vermutet (s. u.).
Es scheint jedenfalls einfacher, für diese Trennung lokale ökologische Ursachen anzunehmen, also etwa das Vorhandensein von Bambus als Ausgangsmaterial der Werkzeugproduktion (s. u.), denn allein das Fehlen geeigneter Steinsorten kann dafür nicht ausschlaggebend gewesen sein, da Faustkeile sich aus vielen quarzithaltigen, ja sogar nicht quarzithaltigen Gesteinen herstellen lassen, die ja praktisch ubiquitär vorkommen (in Afrika etwa sind Faustkeile fast nie aus Feuerstein gefertigt, sondern fast durchweg aus Felsgestein: in der Archäologie sind das Basalt, Diabas, Diorit, Gneis, Tonschiefer, Jade usw.). Voraussetzungen sind dabei nur ein halbwegs planbarer, möglichst muscheliger Bruch und eine ausreichende Härte (also z. B. kein Sandstein).

### Paläoethnologische Aspekte
Lokale Befunde in Nordostindien westlich und östlich der Movius-Linie führen hier allerdings auch nicht weiter, denn zwar senkt sich hier das Hochland des Dekkan zum Gangesdelta ab, doch sind, nachdem Indien ja mehrere hunderttausend Jahre lang von Menschen besiedelt war – die ältesten Faustkeile dort wurden paläomagnetisch auf ein Altern von etwa 500.000 Jahren datiert −, heute keine gravierenden ethnischen Unterschiede mehr feststellbar, die die Movius-Linie stützen könnten, auch wenn die Adivasi in Nordostindien besonders häufig sind, deren Ursprünge sich allerdings nicht derart weit zurückverfolgen lassen. Alle weiteren Vermutungen in dieser Richtung bleiben daher hochspekulativ.

## Theorien zur Erklärung
Theorien, die die Existenz der Movius-Linie erklären, gehen von unterschiedlichen Konzepten aus.
- Zum einen wurde vorgeschlagen, die dem Typ des Homo erectus angehörenden Menschen hätten, als sie nach Asien gezogen seien zwar gewusst, wie man Faustkeile herstellt, hätten dann aber eine Art „technologischen Flaschenhals“ passiert, das heißt, sie hätten möglicherweise ein Gebiet erreicht, in dem geeignetes Material zur Herstellung von Faustkeilen gefehlt hätte (geologisch eher unwahrscheinlich). So seien die entsprechenden Fertigkeiten vergessen worden. Die Isolation durch die enorme räumliche und auch zeitliche Distanz von ihrer alten Heimat habe zudem bedeutet, dass dieses Wissen auch nicht wieder neu eingeführt werden konnte, es sei denn durch spätere Einwanderer des Sapiens-Typs, wobei aber zu erklären wäre, warum deren fortschrittlichere Technologie dann nicht von den Alteingesessenen übernommen wurde, wie das ja auch im Falle des europäischen Neandertalers geschah, der vom modernen, jungpaläolithisch um 40.000 BP nach Europa einwandernden Homo sapiens (Cro-Magnon-Mensch) durchaus einige Fertigkeiten, und zwar auch der Werkzeugtechnologie übernahm, ein Kulturtransfer, den unter anderem Fundplätze in Deutschland und Frankreich (z. B. La Ferrassie, La Quina) beweisen.

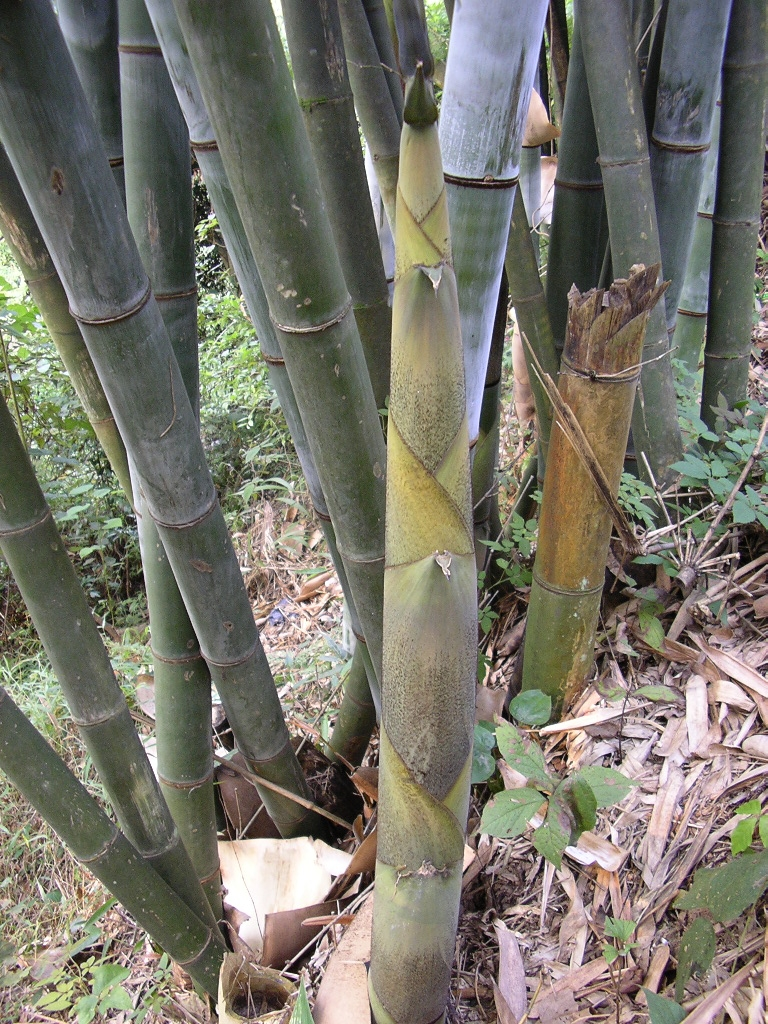
Ein weiterer Vorteil des Materials Bambus ist, dass man ihn auch essen kann. Hier Bambussprossen.

- Ein weiterer Vorteil des Materials Bambus ist, dass man ihn auch essen kann. Hier Bambussprossen. Eine andere Theorie unterstellt, dass, als Homo vor etwa 1,9 Mio. Jahren erstmals Afrika verließ, er lediglich das Werkzeuginventar des Olduwan beherrscht habe, also einfache Geröllwerkzeuge wie Chopping tools oder Chopper, die durch Abschläge zugerichtet werden und noch keine zweiseitig bearbeiteten Faustkeilgeräte waren. Als Produzenten dieser einfachen Steingeräte gelten die frühen Vertreter der Hominini, vor allem Homo rudolfensis und Homo habilis. Die ältesten Olduwan-Werkzeuge in Eurasien sind denn auch rund 1,8 Mio. Jahre alt. Sie stammen aus Dmanissi (Georgien) und wurden in räumlichem Zusammenhang mit den frühesten Funden homininer Fossilien außerhalb Afrikas entdeckt. Erst Homo ergaster, also der frühe Homo erectus, habe dann in Afrika den Technokomplex der Werkzeugtradition des Acheuléen entwickelt. Die Movius-Linie markiere damit entsprechend die Grenze zwischen beiden Traditionen, wobei die Faustkeiltradition erst durch spätere Zuwanderer wieder mitgebracht worden sei. Allerdings ist es ja gerade der bereits Faustkeile herstellende Homo ergaster gewesen, der Afrika erstmals verließ und nach Europa und Asien zog, so dass daher die Theorie erhebliche chronologische Mängel aufweist, denn die ältesten afrikanischen Faustkeile (aus Äthiopien) sind über 2,5 Mio. Jahre alt, die nächstältesten aus Kenia und Äthiopien etwa 2,3 Mio. Jahre, so dass man die bisherige Auffassung, sie seien in Afrika erst etwa 1,5 Mio. Jahre BP[18] aufgetreten, revidieren muss und derart die Prämisse dieser Theorie entfällt.[19] Der Unterschied zwischen diesen beiden Traditionen diesseits und jenseits der Movius-Linie bestand allerdings auch weiter, als im Westen die Faustkeiltechnologie zugunsten der Levalloistechnik aufgegeben wurde, die nicht wie die Faustkeilindustrien Kerne mittels Hammer-und-Amboss-Technik zurichtet, sondern Abschläge weiter verarbeitet.[20]
- Eine weitere Theorie schlägt vor, die ostasiatische Technologie habe von Anfang an vor allem auf dem Material Bambus (und Rattan) und weniger auf Steinmaterialien beruht, wie das ja teilweise heute noch der Fall sei.[21][22] Fagan weist dabei darauf hin, die einzigen dafür benötigte Steinwerkzeuge hätten nur scharfe Kanten haben müssen, und dafür hätten Chopper und die sogar nur einseitig geschärften Chopping Tools vollauf genügt. Faustkeile hätten sich unter diesen Bedingungen gar nicht erst zu entwickeln brauchen. Bambus sei überdies überall verfügbar gewesen und hätte nicht wie bestimmte geeignete Steinsorten (also etwa Feuerstein) mühsam gesucht werden müssen. Er sei hart, leicht spaltbar und gut zu schärfen oder zuzuspitzen.[23] Faustkeile scheinen zudem in Ostasien nur relativ kurzzeitig (nach vorgeschichtlichen Maßstäben) im Gebrauch gewesen zu sein und offenbar eher als Notbehelf eingesetzt worden zu sein, als Bambus nicht zur Verfügung stand, also etwa nach einer Umweltkatastrophe, die z. B. im Bose-Becken durch zahlreiche Tektite und Holzkohleschichten belegt ist (z. B. gewaltige Waldbrände und Vernichtung der Vegetation durch einen potentiellen Meteoriteneinschlag).

## Diskussion und Kritik

### Archäologie und Paläoanthropologie

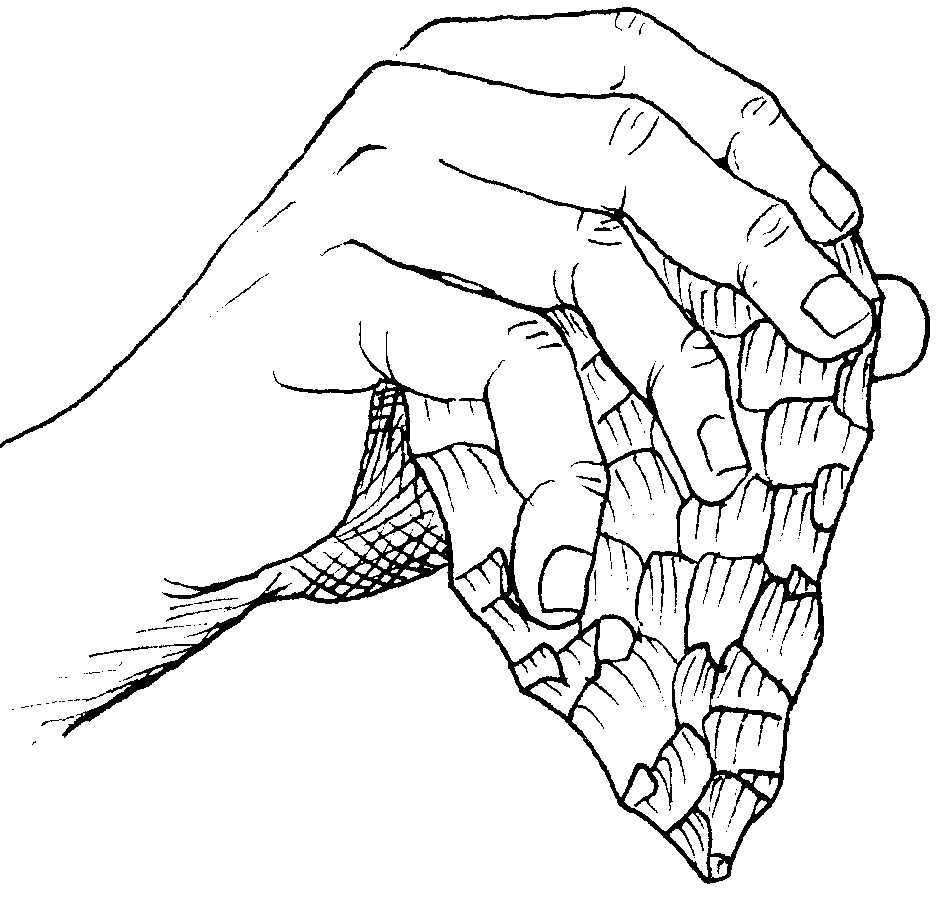
Kraftgriff. Man sieht, wie unpraktisch im Grunde ein Faustkeil war, vor allem, wenn wie hier nur die Spitze eingesetzt wurde.

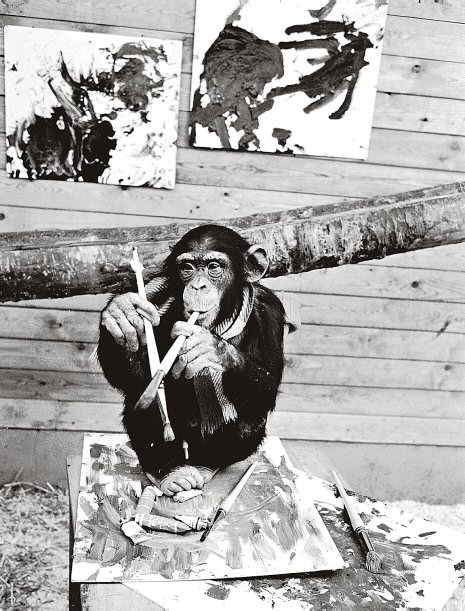
Das Foto zeigt, dass auch Schimpansen bereits zu einem groben Präzisionsgriff bzw. Pinzettengriff in der Lage sind.

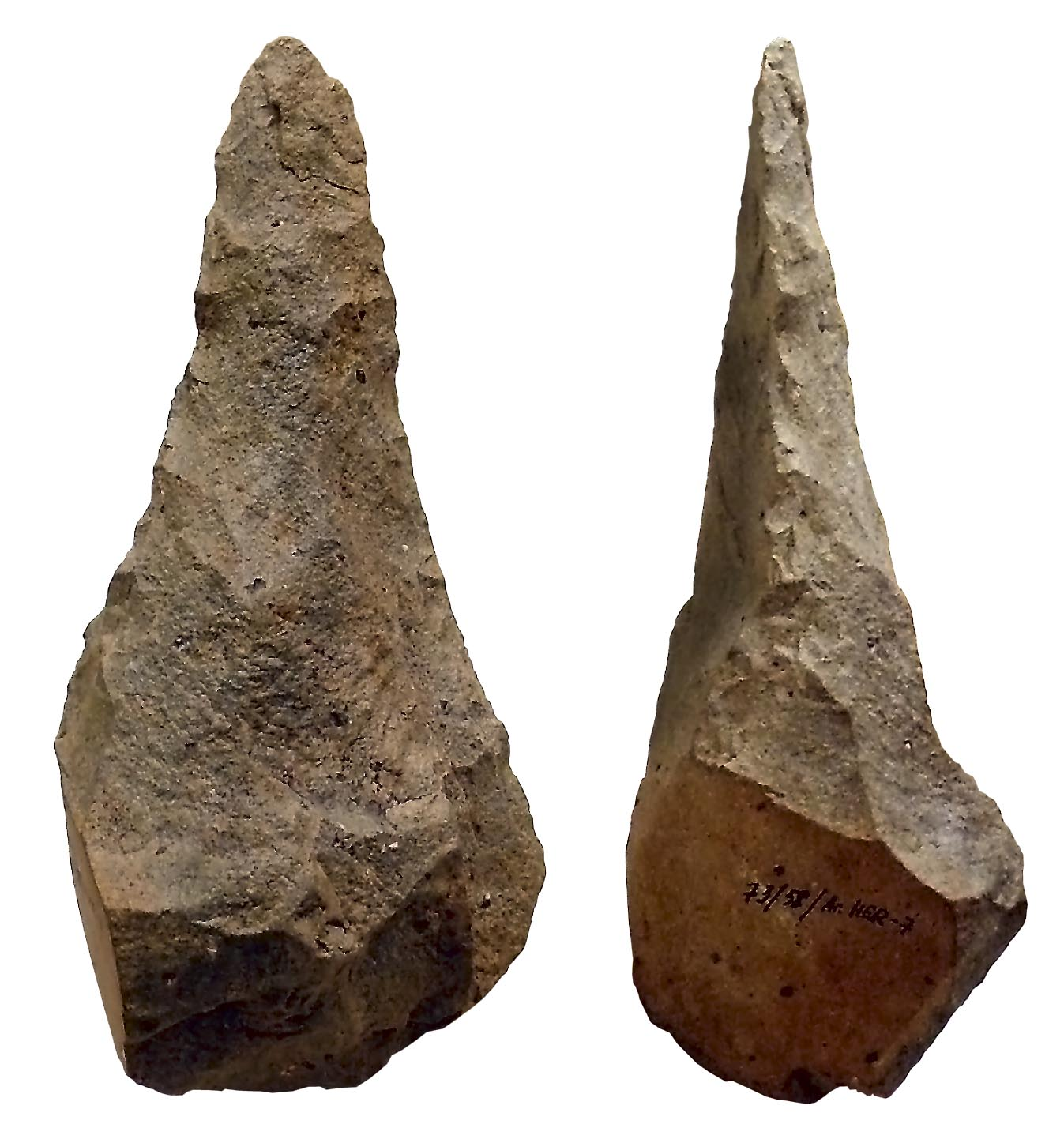
Extrem spitze Faustkeile des spanischen Micoquien. Man erkennt die für den Daumenballen ausgesparte Ecke deutlich.

Neben den weiter oben dargestellten paläoanthropologischen Argumenten zeigen aber auch neuere archäologische Befunde aus Bose, China, dass es in Ostasien dennoch Faustkeile gegeben hat. Auch in Zhoukoudian sind sowohl einseitig wie zweiseitig bearbeitete faustkeilartige Geräte zum Vorschein gekommen, die seit gut 1 Mio. Jahren auftauchen. Aktuellere Untersuchungen stellen daher generell die Trennung eines westlichen Faustkeil- und eines östlichen Chopperkreises in Frage, die sicherlich stark forschungsgeschichtlich bedingt sei. Allerdings wird auch dadurch nicht der große Mangel an Faustkeilen in Ostasien erklärt, denn grundsätzlich könnten sie auch lokal erfunden, aber als überflüssig angesehen worden sein. Die Entwicklungslinie der Chopper führte jedenfalls relativ logisch über Zwischenschritte wie das Prä-Acheuléen mit Proto-Faustkeilen zur Faustkeilherstellung mit zweiseitiger Bearbeitung und Retuschierung, wie auch die experimentelle Archäologie zeigt. Es sei denn, man verzichtete bewusst auf ihre Herstellung, weil es günstigere Alternativen gab. Denn wie die experimentelle Archäologie ebenfalls zeigt, ist ein durchschnittlicher, nicht allzu präzise gearbeiteter, aber gebrauchsfertiger Faustkeil von einem erfahrenen Bearbeiter in 20 bis 30 Minuten herzustellen. (Bestimmte, vermutlich rituell verwendete und teils extrem sorgfältig gearbeitete Exemplare, die etwa auch die Maserung des Steins regelrecht künstlerisch mit einbeziehen und daher mit als erste Ausdrucksweise von Kunst gelten können, haben zu ihrer Herstellung aber sicher auch Stunden benötigt.)

### Praktische Gesichtspunkte
Nicht nur in der experimentellen Archäologie wird der Werkzeugcharakter des Faustkeils daher inzwischen teilweise sogar verneint. Es wird hier vielmehr davon ausgegangen, dass der Faustkeil eine Art Befähigungsnachweis war, der die handwerklichen Fähigkeiten des Besitzers dokumentieren sollte, sofern er nicht sogar rituell verwendet wurde. Der Transport eines Faustkeils etwa bei der Jagd oder beim Umherziehen der Jäger und Sammler ist nämlich eher beschwerlich und unpraktisch, vor allem, wenn er nicht geschäftet ist. (Man hat eine Hand nicht frei, denn die meisten Faustkeile waren zu schwer – durchschnittlich anderthalb Pfund bis 1 kg –, um sie in einem Gürtel aus Pflanzenfasern an der Hüfte steckend, bequem und stabil auch beim Rennen zu transportieren. Auch benötigt man die andere Hand ja für Waffen wie Lanze oder Speer.) Außerdem kannten auch schon die frühen Homo-Arten leichtere und spitze, dazu scharfkantige, insgesamt wesentlich handlichere und effektivere Abschläge, die bei Bedarf in einer Minute herstellbar waren und oft als Rohling bereits mitgeführt wurden, wie die Fundsituationen an den Lagerplätzen meist zeigen.
Eine den Gebrauch vereinfachende Schäftung ist bei Faustkeilen wiederum eher unwahrscheinlich, darauf weisen Bearbeitungsspuren, die das Halten direkt in der Hand nahelegen, etwa eine kleine Ausbuchtung links oder rechts vom breiten Ende für den Daumenballen, die später unter anderem in der Wissenschaft auch dazu diente, die Zahl der Linkshänder und Rechtshänder im Paläolithikum zu schätzen.

### Exkurs: Entwicklung der menschlichen Hand
Sie steht hinsichtlich ihrer zunehmenden Differenzierung in unmittelbarem Zusammenhang mit dem Werkzeuggebrauch. Dabei fällt insbesondere im Zusammenhang mit Faustkeilen zunächst auf, dass die Anwendung eines derart schweren und unhandlichen Gerätes, wie die oben stehende Abbildung zeigt, nicht ganz unproblematisch ist, vor allem was Zielführung und Variabilität angeht, so dass einem die lange Dauer der Faustkeiltechnologie (1 Million Jahre) eigentlich nicht erklärbar scheint angesichts der immer stärkeren „Feinjustierung“ der menschlichen Hand in diesem Zeitraum. Den Vollhand- oder Kraftgriff beherrschen zudem bereits Schimpansen. Der Präzisions- oder Pinzettengriff, bei dem nur zwei bis drei Finger eingesetzt werden (Daumen, Zeige- und Mittelfinger), entwickelte sich wohl ebenfalls schon relativ früh, denn man findet ihn in Ansätzen bereits bei Schimpansen, die bis zu 20 verschiedene Werkzeuge herstellen und verwenden. (Auch die übrigen Menschenaffen haben wie Homo einen oppositionellen Daumen und können partiell ihre Hände wie wir frei benutzen; sie laufen auch nicht vierbeinig, sondern im sogenannten Knöchelgang abgestützt durch die Handknöchel). In ihrer heutigen Perfektion ist die manuelle Feinmotorik hingegen möglicherweise parallel zur Sprachfähigkeit entstanden und war vermutlich erst jungpaläolithisch im modernen Sinne voll ausgebildet (siehe Funktions-Hand). Zu ihrer Entwicklung waren vor allem zwei anatomische Faktoren ausschlaggebend:
1. Ein verstärkter Besatz der Finger-Hautleisten durch Tastrezeptoren (unsere verschnörkelten Fingerabdrücke entstanden so, sie gibt es jedoch schon bei Menschenaffen, wenn auch weit weniger differenziert, also nicht so dicht besetzt);
2. eine entwickeltere Steuerungsfähigkeit durch die entsprechenden Hirnregionen. Wie das nebenstehende Homunculus-Modell zeigt, sind Sprachsteuerung und Handsteuerung in der Hirnrinde dabei eng benachbart. Das weist zudem darauf hin, dass die Entwicklung ungefähr parallel und gleich gewichtet abgelaufen sein muss, da ohne eine derartige Koppelung bei einem regionalen Ausmaß dieser Größe massive gegenseitige und bis heute beobachtbare Konkurrenzstörungen hätten auftreten müssen, wie sie bei gravierenden Defekten medizinisch etwa im Falle eines Phantomschmerzes auch auftreten.

### Wozu Faustkeile?
Die eigentliche Funktion von Faustkeilen ist jedenfalls bis heute in der wissenschaftlichen Diskussion umstritten. Die Vorschläge reichen vom Universalgerät, also dem „Schweizer Taschenmesser der Altsteinzeit“, über eine Art handwerklichen Befähigungsnachweis, ja Kunstwerk und Zeremonialobjekt bis hin zur möglichen Funktion als Befähigungsnachweis bei der Partnerwahl, wie es das z. B. im Tierreich bei den Webervögeln gibt. Bis heute finden sich zahlreiche Exemplare, etwa in der südlibyschen Murzuk-Wüste, die so groß und schwer sind, dass sie nicht nur für die Jagd unbrauchbar gewesen sein müssen – zu besichtigen etwa im Ägyptischen Museum in Kairo oder im Nationalmuseum von Tripolis. Und ihr oft gehäuftes Auftreten an Fundstellen weist eher darauf hin, dass sie vorwiegend am Lagerplatz benutzt wurden und nicht auf der Jagd, bei der es auf große Beweglichkeit und schnelle Reaktionsfähigkeit ankam und bei der sie keine sinnvolle und nachvollziehbare Funktion gehabt hätten, die einfache Steine nicht auch erfüllen würden (z. B. als Wurfgeschosse oder zur Zertrümmerung von Knochen etwa an den vielfach nachgewiesenen Schlachtplätzen), so dass sie wie oben beschrieben eher gestört und den Jäger behindert hätten.
Die in Süd- und Ostasien auch heute noch bestehenden und handwerkliche Fähigkeiten erfordernden Bambustechnologien, die sich von denen der Steinbearbeitung völlig unterscheiden, benötigten zudem auch keinen entsprechenden symbolischen Befähigungsnachweis der Steinbearbeitung, wie sie für Faustkeile unterstellt werden. Man begnügte sich mit einfachen Steinwerkzeugen, die ihren Zweck, schneiden, stechen, bohren, sägen und schaben, erfüllten. Dieselbe Erscheinung, nämlich eine teils extreme Vereinfachung, ja Primitivierung von Steinwerkzeugen findet sich übrigens in Europa auch im Übergang zur Jungsteinzeit und in deren früher Phase, als die älteren Geräte der Altsteinzeittechnologie zwar weiter hergestellt und benutzt wurden, man aber nur noch wenig Mühe auf sie verwandte und vielmehr neue Technologien wie Steinschliff, Steinbohrung, Mahlsteine, Sicheln usw. entwickelte, die zwar mehr Arbeit erforderten, aber auch dauerhafter waren. Dies war bei der nun immer sesshafteren Lebensweise auch sinnvoll. (Die Vorstellung von Eigentum entstand damals erst langsam.)
Vor dem Hintergrund der dargestellten Fakten könnte ein wesentlicher, aber an der Praxis orientierter und archäologisch experimentell nachgewiesener Grund für das weitgehende Fehlen von Faustkeilen östlich der Movius-Linie also vor allem darin bestehen, dass Faustkeile in Ostasien entweder aufgegeben oder von allenfalls periodisch auftretenden lokalen Varianten abgesehen gar nicht erst in demselben Ausmaß entwickelt wurden wie im klassischen Acheuléen westlich der Movius-Linie und somit nur hier und da noch vorkamen: Sie waren ganz einfach zu unpraktisch.